# Eric Demunster
Eric Demunster (Poperinge, 25 de febrer de 1943) va ser un ciclista belga que fou professional entre 1963 i 1970. Una de les seves principals victòries va ser un triomf d'etapa a la Volta a Catalunya de 1966 amb final a Sitges.

## Palmarès
- 1966
  - Vencedor d'una etapa de la Volta a Catalunya
  - 1r de la Fletxa costanera
  - 1r a la Omloop Zuid-West Vlaamse Bergen
- 1967
  - 1r a la Omloop Zuid-West Vlaamse Bergen
- 1968
  - 1r al GP Orchies

### Resultats a la Volta a Espanya
- 1966. 51è de la classificació general